# 林季仲
林季仲（1088年—1150年），字懿成，自号竹轩、芦山老人。永嘉（今浙江）人。
北宋元祐三年（1088年）出生，宣和三年（1121年）进士，授婺州兵曹，调仁和县。高宗幸永嘉，御史中丞赵鼎荐为台官，绍兴三年（1133年）为秘书郎。四年（1134），授祠部员外郎。六年，官太常少卿，绍兴七年直龙图阁、知泉州。紹興八年三月因忤秦桧，貶官。，绍兴八年十月知婺州。绍兴十年改知處州。直秘阁奉祠。工於詩，“语佳而意新”。紹興二十年（1150年）尚在世。著有《竹軒雜著》六卷，早佚。清初四庫館臣自《永樂大典》輯出六卷。